# Debedavan
Debedavan ou Debetavan (en arménien Դեբետավան ; anciennement Lalvar) est une communauté rurale du marz de Tavush, en Arménie. Elle compte 658 habitants en 2008.